# Cheshire Cat
Cheshire Cat je první studiové album skupiny Blink-182. Vydáno bylo v roce 1994.

## Seznam písní
1. Carousel
2. M and M's
3. Fentoozler
4. Touchdown Boy
5. Strings
6. Peggy Sue
7. Sometimes
8. Does My Breath Smell?
9. Cacophony
10. TV
11. Toast and Bananas
12. Wasting Time
13. Romeo and Rebecca
14. Ben Wah Balls
15. Just About Done
16. Depends